# Hàm Hưng
Hàm Hưng hay Hamhŭng (Hamhŭng-si; phát âm tiếng Hàn Quốc: [ham.ɦɯŋ] 咸興市/Hàm Hưng thị) là thành phố lớn thứ hai của Cộng hòa Dân chủ Nhân dân Triều Tiên, là thủ phủ của tỉnh Hamgyong Nam. Cuối năm 2005, Hŭngnam gần đó bị chuyển sang thành một quận (kuyŏk) của Hàm Hưng. Nó dân số vào khoảng 768,551 tính đến  năm 2008
Là thành phố bị phá hủy nặng trong chiến tranh Triều Tiên, từ 1955–1962, Hàm Hưng là nơi nhận được chương trình tái thiết và phát triển của Cộng hòa dân chủ Đức.

## Lịch sử

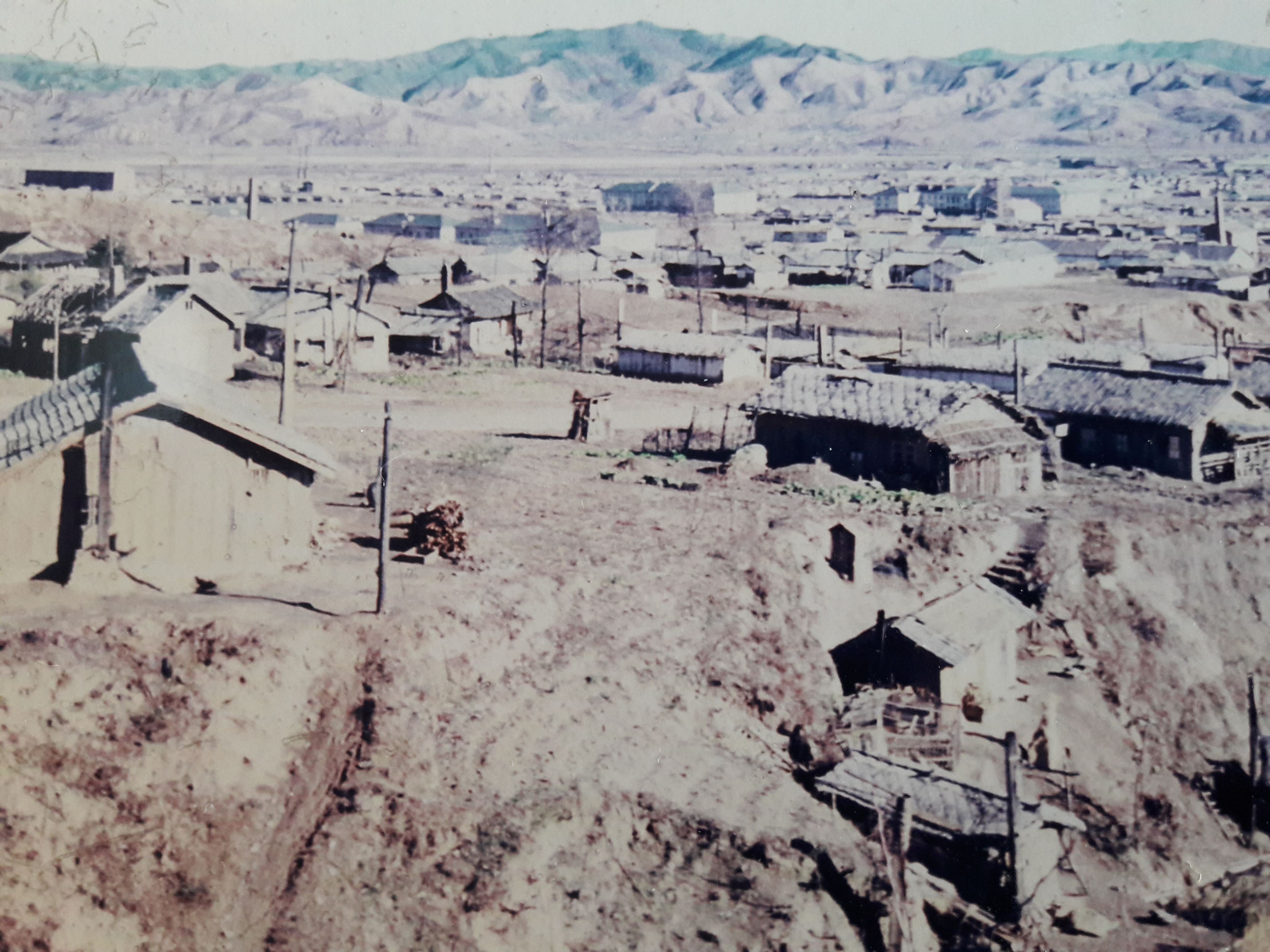
Chiến tranh gây thiệt hại cho Hamhŭng năm 1958

Yi Seong-gye, người sáng lập ra Triều đại Triều Tiên, về ở ẩn tại thành phố này sau khi bị con trai Yi Bang-won đảo chính lật đổ năm 1400. Mặc dù con trai ông đã phái sứ thần đến hòa giải, cha ông đã giết họ.Một thành ngữ hiện đại của Hàn Quốc, 'sứ giả của nhà vua đến Hamhŭng' (tiếng Hàn: 함흥차사; Hanja: 咸興差使; Romaja: Hamheungchasa; McCune–Reischauer: hamhŭngchasa),đề cập đến một người đi trên hành trình và không bao giờ được trở về. Nó được gọi là  Kankō  trong thời gian Triều Tiên thuộc Nhật từ năm 1910 đến năm 1945. Nó được giải phóng bởi Hồng quân vào ngày 22 tháng 8 năm 1945.

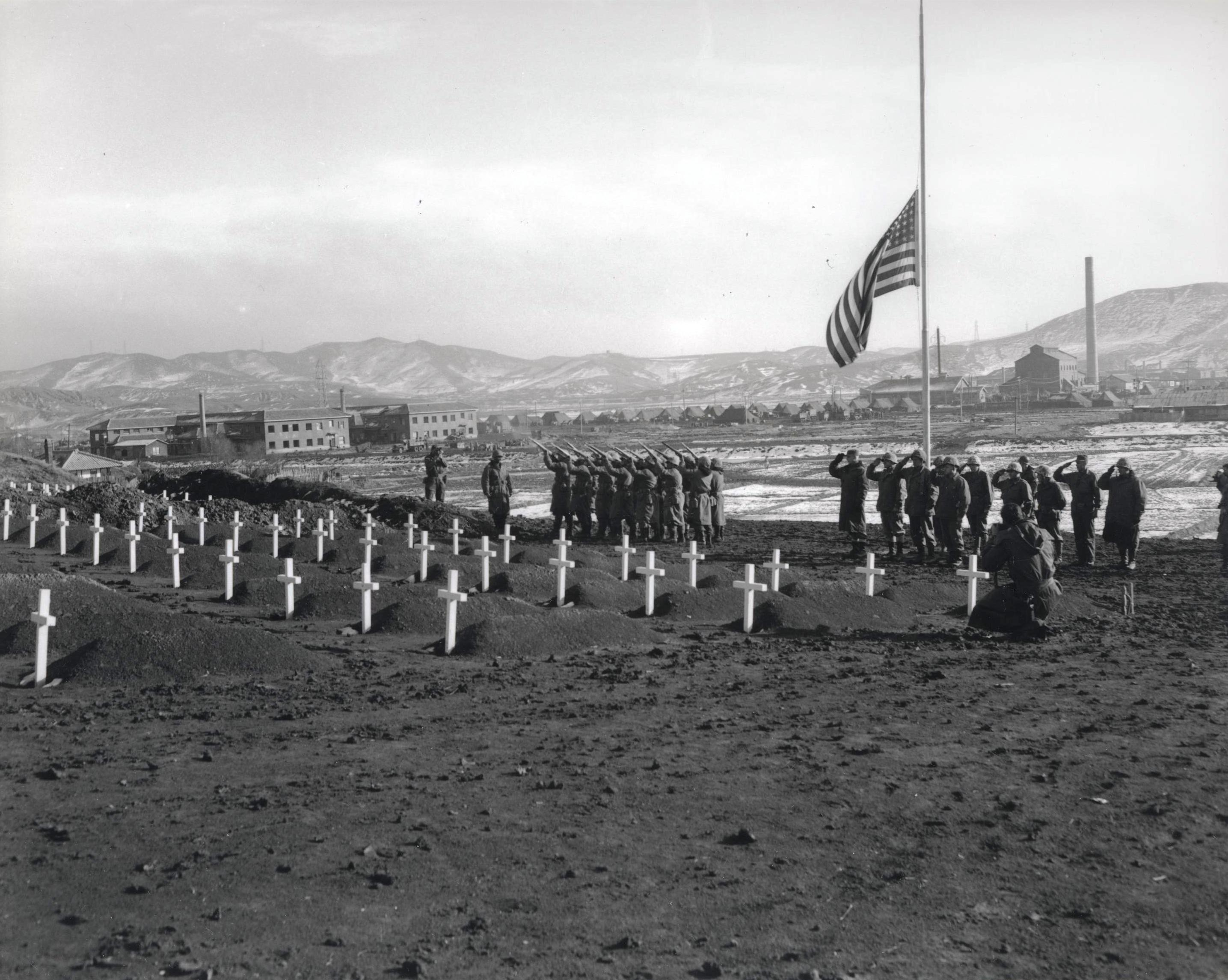
Thủy quân lục chiến thuộc Sư đoàn 1 Thủy quân lục chiến Mỹ tỏ lòng kính trọng với các thủy quân lục chiến trong lễ tưởng niệm tại nghĩa trang của sư đoàn tại Hamhung, Triều Tiên, sau khi thoát khỏi Hồ Chosin, ngày 13 tháng 12 năm 1950

Thành phố đã bị phá hủy 80% 90% bởi các cuộc không kích của Mỹ trong Chiến tranh Triều Tiên (1950-1953) và bị chiếm đóng bởi quân đội Hàn Quốc từ 17 tháng 10 năm 1950 đến 17 tháng 12 năm 1950. Từ 1955 đến 1962, Hamhŭng là đối tượng của một chương trình tái thiết và phát triển quy mô lớn của Đông Đức bao gồm xây dựng các ngành công nghiệp liên quan đến xây dựng và các biện pháp đào tạo mạnh mẽ cho công nhân, kỹ sư xây dựng Triều Tiên, chuyên gia quy hoạch và kiến trúc sư. Khi Bauhaus đào tạo kiến trúc sư Konrad Püschel, Trưởng phòng Kế hoạch Thành phố đầu tiên cho Hamhŭng project đến năm 1955, ông đã đi cùng với khoảng 175 thành viên của 'Deutsche Arbeitsgruppe (DAG)' như nhóm dự án.
Dự án kết thúc sớm hơn hai năm so với dự kiến và với một hồ sơ thấp vì Chia rẽ Trung – Xô và các lập trường đối lập mà Triều Tiên và Đông Đức đảm nhận về vấn đề đó.
Từ năm 1960 đến 1967, Hamhŭng được quản lý tách biệt khỏi Hamgyŏng Nam với tư cách là Thành phố trực thuộc trung ương (Chikhalsi). Trước năm 1960 và kể từ năm 1967, thành phố này là một phần của tỉnh Hamgyŏng Nam.
Vào năm 1995, Hamhŭng đã chứng kiến, cho đến nay, một trong những thách thức được ghi nhận duy nhất đối với chính phủ Cộng hòa Dân chủ Nhân dân Triều Tiên khi những người lính bị nạn đói tàn phá bắt đầu tiến về Pyongyang. Cuộc nổi dậy bị dập tắt và đơn vị lính bị giải tán.
Nạn đói ở Triều Tiên những năm 1990 dường như có ảnh hưởng không cân xứng đối với người dân Hamhung. Andrew Natsios, một cựu nhân viên cứu trợ, quản trị viên USAID, đồng thời là tác giả của The Great North Korean Famine, mô tả Hamhung là "thành phố bị tàn phá nặng nề nhất bởi nạn đói." Các báo cáo xuất bản đồng thời tại The Washington Post và Reuters mô tả nhiều ngôi mộ mới trên các sườn đồi xung quanh và báo cáo rằng nhiều trẻ em của Hamhung bị suy dinh dưỡng. Một người sống sót tuyên bố rằng hơn 10% dân số thành phố đã chết, 10% khác chạy trốn khỏi thành phố để tìm kiếm thức ăn. Mặc dù trước đây đã bị đóng cửa đối với người nước ngoài, nhưng công dân nước ngoài giờ đây có thể đến Hamhung thông qua một số nhà điều hành tour du lịch của Triều Tiên được phê duyệt.
Có suy đoán rằng Hamhung, với tỷ lệ cao các nhà hóa học và là nơi tổ hợp công nghiệp hóa học do người Nhật xây dựng trong Thế chiến II, là trung tâm sản xuất methamphetamine của Cộng hòa Dân chủ Nhân dân Triều Tiên.

## Phân cấp hành chính
Hamhŭng là phân cấp thành 7 phường:
| - Haean-guyŏk - Hoesang-guyŏk - Hŭngdŏk-kuyŏk - Hŭngnam-guyŏk - Sap'o-guyŏk - Sŏngch'ŏn'gang-guyŏk (Sŏngch'ŏn-guyŏk cho đến 1990) - Tonghŭngsan-guyŏk (Pallyong-guyŏk cho đến 1977) |

## Địa lý
Hàm Hưng nằm bên nhánh trái của sông Sŏngch'ŏn, phía đông của đồng bằng Hàm Hưng (함흥평야), tỉnh Hamgyŏng Nam, đông bắc Triều Tiên. Núi Tonghŭngsan cao 319m.

### Khí hậu
Hamhung có khí hậu lục địa ẩm (phân loại khí hậu Köppen:  Dwa ), với mùa hè ấm áp, ẩm ướt và mùa đông khô lạnh vừa phải.
| Dữ liệu khí hậu của Hamhung             | Dữ liệu khí hậu của Hamhung | Dữ liệu khí hậu của Hamhung | Dữ liệu khí hậu của Hamhung | Dữ liệu khí hậu của Hamhung | Dữ liệu khí hậu của Hamhung | Dữ liệu khí hậu của Hamhung | Dữ liệu khí hậu của Hamhung | Dữ liệu khí hậu của Hamhung | Dữ liệu khí hậu của Hamhung | Dữ liệu khí hậu của Hamhung | Dữ liệu khí hậu của Hamhung | Dữ liệu khí hậu của Hamhung | Dữ liệu khí hậu của Hamhung |
| Tháng                                   | 1                           | 2                           | 3                           | 4                           | 5                           | 6                           | 7                           | 8                           | 9                           | 10                          | 11                          | 12                          | Năm                         |
| --------------------------------------- | --------------------------- | --------------------------- | --------------------------- | --------------------------- | --------------------------- | --------------------------- | --------------------------- | --------------------------- | --------------------------- | --------------------------- | --------------------------- | --------------------------- | --------------------------- |
| Trung bình ngày tối đa °C (°F)          | 1.3 (34.3)                  | 3.0 (37.4)                  | 7.4 (45.3)                  | 15.6 (60.1)                 | 20.8 (69.4)                 | 25.1 (77.2)                 | 28.0 (82.4)                 | 27.9 (82.2)                 | 24.0 (75.2)                 | 18.9 (66.0)                 | 10.3 (50.5)                 | 3.5 (38.3)                  | 15.5 (59.9)                 |
| Trung bình ngày °C (°F)                 | −5.5 (22.1)                 | −3.3 (26.1)                 | 2.0 (35.6)                  | 9.0 (48.2)                  | 14.7 (58.5)                 | 19.6 (67.3)                 | 23.3 (73.9)                 | 23.7 (74.7)                 | 18.7 (65.7)                 | 12.5 (54.5)                 | 4.5 (40.1)                  | −2.5 (27.5)                 | 9.7 (49.5)                  |
| Tối thiểu trung bình ngày °C (°F)       | −12.2 (10.0)                | −9.5 (14.9)                 | −3.4 (25.9)                 | 2.5 (36.5)                  | 8.6 (47.5)                  | 14.1 (57.4)                 | 18.6 (65.5)                 | 19.5 (67.1)                 | 13.4 (56.1)                 | 6.2 (43.2)                  | −1.2 (29.8)                 | −8.4 (16.9)                 | 4.0 (39.2)                  |
| Lượng Giáng thủy trung bình mm (inches) | 14 (0.6)                    | 16 (0.6)                    | 24 (0.9)                    | 42 (1.7)                    | 61 (2.4)                    | 85 (3.3)                    | 204 (8.0)                   | 209 (8.2)                   | 114 (4.5)                   | 39 (1.5)                    | 32 (1.3)                    | 15 (0.6)                    | 855 (33.6)                  |
| Nguồn: Climate-data.org                 |                             |                             |                             |                             |                             |                             |                             |                             |                             |                             |                             |                             |                             |

## Kinh tế
Hamhŭng là một trung tâm công nghiệp hóa học quan trọng tại CHDCND Triều Tiên. Nó là một thành phố công nghiệp đóng vai trò là cảng chính cho thương mại nước ngoài của Triều Tiên. Sản xuất bao gồm dệt (đặc biệt là vinalon), đồ kim loại, máy móc, dầu tinh chế và thực phẩm chế biến.

## Trại giam
Hai trại cải tạo lớn nằm gần Hamhung: Kyo-hwa-so Số 9 ở phía đông bắc Hamhung và Kyo-hwa-so Số 22 ở quận Yonggwang phía bắc Hamhung.

## Giao thông
Thành phố là một trung tâm giao thông, kết nối các cảng phía đông khác nhau và khu vực nội địa phía bắc. Ga Hamhung nằm trên tuyến đường sắt Pyongra. Thành phố này cũng được kết nối bằng đường hàng không, với Sân bay Toksan.

## Văn hóa

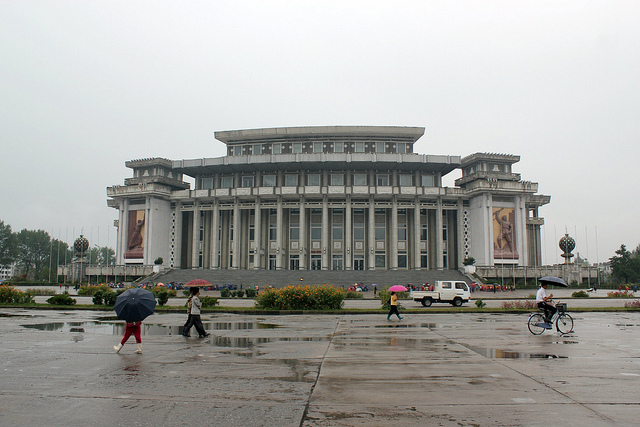
Nhà hát Lớn Hamhŭng

Thành phố có Nhà hát lớn Hamhŭng, nhà hát lớn nhất ở CHDCND Triều Tiên. Một bảo tàng quốc gia nằm ở Hamhŭng.

## Giáo dục
Hamhŭng có một số đại học như Đại học Sư phạm Hamhŭng, Đại học Dược Hamhŭng, Đại học Hóa học Hamhŭng và Đại học Y khoa Hamhŭng. Các trường cao đẳng chuyên nghiệp tại đây Hamhǔng bao gồm Trường Cao đẳng Kiểm soát Chất lượng Hamhǔng, Trường Cao đẳng Thủy điện và Điện lực Hamhŭng, và Trường Cao đẳng Điện tử và Tự động hóa Hamhǔng. Ngoài ra còn có một chi nhánh học viện khoa học.
Năm 2018, Thư viện Khoa học Công nghệ Nam Hamgyong cơ sở lớn nhất của loại hình này bên ngoài Bình Nhưỡng, được khai trương trong thành phố.

## Người quê Hamhŭng
- Lý Thành Quế (이성계; 1335–1408), người sáng lập Triều đại Triều Tiên
- Ahn Soo-kil (안수길; 1911–1977), nhà văn
- Richard E. Kim, nhà văn
- Yoon Kwang-cho (윤광조, nghệ sĩ gốm
- Yang Hyong-sop (born 1925), Chủ tịch Hội nghị Nhân dân Tối cao từ 1984-1998
- Moon Jae-in, Tổng thống thứ 12 của Đại Hàn Dân quốc

## Thành phố kết nghĩa
Hamhung kết nghĩa với:
- Thượng Hải, Trung Quốc - từ năm 1982[18]